# Le Gooi
Pour les articles homonymes, voir Gooi.

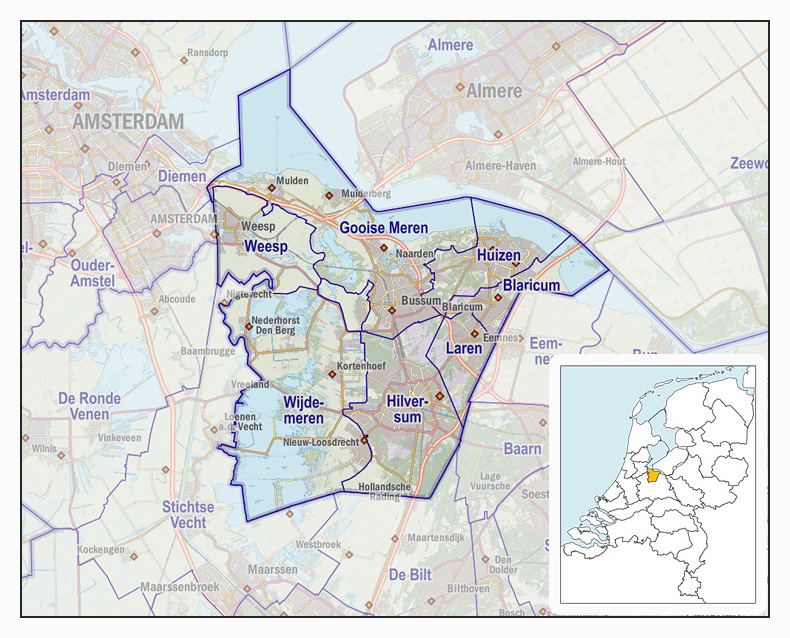
La région Gooi en Vechtstreek telle qu'elle est actuellement définie par l'État néerlandais, en 2017.

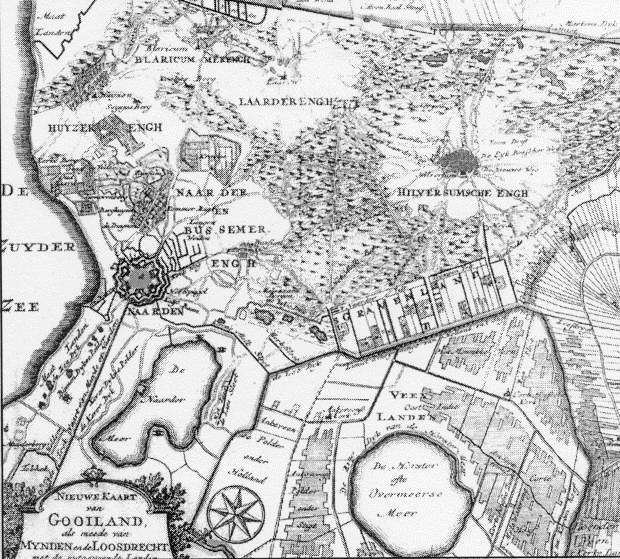
Carte historique.

Le Gooi (néerlandais Het Gooi, ancienne forme du néerlandais gouw, Pagus en français), dénommé aussi dans des textes officiels Gooiland, est une région naturelle néerlandaise légèrement vallonnée, dans le sud-est de la province de Hollande-Septentrionale, avec d'importantes réserves naturelles protégées et des villages authentiques.
Dans sa définition la plus large, le Gooi s’étend sur un territoire entre l’Eem, rivière de la Province d'Utrecht, plus précisément le Gooyergracht, et la Vecht, également dans la province d’Utrecht, mais traditionnellement, seule la partie située en Hollande-Septentrionale est appelée Le Gooi. Le point le plus haut de la région est le Tafelberg (36,4 m) situé entre Blaricum et Huizen. Les plus anciens témoins archéologiques du Gooi datent de quelque 200 000 ans av. J.-C. ; il faut remonter au mésolithique (−10 000 ans) pour trouver trace de ses premiers habitants ; au XIIIe siècle s'y trouvait la célèbre coopérative paysanne des erfgooiers.
La population du Gooi vieillit relativement vite et on y trouve de plus en plus de maisons de retraite.
Les communes de la région sont, par ordre de taille, Hilversum (bourg central), Huizen, Bussum, Naarden, Laren et Blaricum (les deux dernières ont encore une place publique authentique).
La petite ville de Weesp et la commune d’Eemnes se trouvent respectivement à l’ouest et à l’est du  Gooi. Leurs municipallités ont émis le souhait de rejoindre la région du Gooi, mais ce n’est pas encore fait.
L'architecte Johann Georg van Caspel construisit une trentaine de villas situées dans les environs.